# Columbia Symphony Orchestra
Columbia Symphony Orchestra war eine Sammelbezeichnung von Columbia Records für diverse Schallplattenorchester zum Zwecke von Schallplattenaufnahmen.
In den 1950er und frühen 1960er Jahren wurden einerseits in New York Mitglieder des New York Philharmonic Orchestra, des Orchesters der Metropolitan Opera und des NBC Symphony Orchestra zusammengestellt, um Aufnahmen frei von späteren Lizenzforderungen des Orchesters an den Plattenverkäufen zu ermöglichen. Es entstanden Aufnahmen z. B. mit Bruno Walter (1954–56) oder Leonard Bernstein.
Ab 1957 wurde der Name auch für ein Orchester verwendet, das speziell für und von Bruno Walter zusammengestellt worden war, um Neuaufnahmen in Stereo herzustellen, nachdem man bei Columbia Angst vor einem Bedeutungsverlust monauraler Aufnahmen hatte. Es bestand aus Mitgliedern von Hollywood-Film-Orchestern sowie zum größten Teil solchen des Los Angeles Philharmonic Orchestra.